# VM i håndbold 1968 (kvinder)
Verdensmesterskabet i håndbold for damer i 1968 skulle have været det fjerde indendørs VM i håndbold for kvinder, og slutrunden skulle have været afholdt i Sovjetunionen i perioden 16. – 24. november 1968.
Kvalifikationen til slutrunden blev afviklet efter planen, men slutrunden blev aflyst på grund af Warszawapagtens invasion af Tjekkoslovakiet den 21. august 1968.

## Kvalifikation
Slutrunden skulle have deltagelse af ni hold. To hold var direkte kvalificeret: værtslandet Sovjetunionen og de forsvarende mestre fra Ungarn. De øvrige syv pladser blev der spillet om i kvalifikationsturneringen. I Europa spillede 11 hold om seks ledige pladser, mens Japan var eneste tilmeldte hold fra Asien og dermed gik direkte videre til slutrunden.
I Europa skulle elleve hold spille om seks ledige pladser ved slutrunden. Efter lodtrækning gik Vesttyskland direkte videre til slutrunden, mens de øvrige ti hold blev parret i fem playoff-opgør, hvorfra vinderne gik videre til slutrunden.
| Dato   | Dato   | Hjemmehold i 1. kamp | Hjemmehold i 2. kamp | Resultat | Resultat | Resultat |
| 1.kamp | 2.kamp | Hjemmehold i 1. kamp | Hjemmehold i 2. kamp | Samlet   | 1.kamp   | 2.kamp   |
| ------ | ------ | -------------------- | -------------------- | -------- | -------- | -------- |
| 17.1.  | 18.2.  | Norge                | Tjekkoslovakiet      | 18–27    | 8-12     | 10-15    |
| 25.2.  | 20.3.  | Østtyskland          | Bulgarien            | 38–10    | 26-2     | 12-8     |
| 10.3.  | 16.3.  | Holland              | Jugoslavien          | 21–44    | 10-21    | 11-23    |
| 20.3.  | 23.3.  | Polen                | Danmark              | 19–20    | 11-8     | 8-12     |
| 14.1.  | 18.2.  | Sverige              | Rumænien             | 17-26    | 9-10     | 8-16     |

## Slutrunde
Slutrunden skulle have deltagelse af ni hold. To hold var direkte kvalificeret: værtslandet Sovjetunionen og de forsvarende mestre fra Ungarn. De øvrige syv hold kom fra kvalifikationsturneringen. Fra Europas kvalifikation gik Vesttyskland, Tjekkoslovakiet, DDR, Jugoslavien, Danmark og Rumænien videre til slutrunden, mens Japan repræsenterede Asien.
Lodtrækningen til gruppeinddelingen i den indledende runde havde givet følgende resultat:
| Gruppe A        |
| --------------- |
| Jugoslavien     |
| Tjekkoslovakiet |
| Sovjetunionen   |

| Gruppe B |
| -------- |
| Ungarn   |
| Rumænien |
| DDR      |

| Gruppe C     |
| ------------ |
| Vesttyskland |
| Danmark      |
| Japan        |

### Aflysning
På IHF's kongres i Amsterdam den 30. august 1968 blev det med 13 stemmer mod 12 vedtaget at aflyse VM-slutrunden i Sovjetunionen på grund af den spændte situation i Østeuropa efter Warszawapagtens invasion af Tjekkoslovakiet ni dage tidligere. De sovjetiske repræsentanter ønskede ikke VM aflyst med den begrundelse, at idræt og politik ikke burde blandes sammen. Men deres argument klingede i manges ører hult, fordi Sovjetunionen selv var udeblevet fra det foregående VM, fordi mesterskabet bl.a. skulle afvikles i Vestberlin.